# Dieter Steinmeyer
Dieter Steinmeyer (* 1948 in Bad Homburg vor der Höhe) war von 1990 bis 2008 in Vorstandsfunktionen bei der Beiersdorf AG tätig.
Nach dem Abitur 1969 und einem Praktikum bei der Honeywell GmbH studierte Steinmeyer bis 1975 Betriebswirtschaftslehre an der Johann-Wolfgang-Goethe Universität in Frankfurt. Es folgte ein Aufbaustudium an der Harvard Business School in Boston, welches er mit dem MBA und als Baker Scholar abschloss.
1978 begann er bei Baxter Inc. in Deerfield, Illinois, zu arbeiten und war dort in leitenden Positionen in den USA und Deutschland tätig. 1990 wurde er in den Vorstand der Beiersdorf AG berufen und verantwortete bis 2001 die damalige Sparte tesa. 2001 wurde er zum Vorstandsvorsitzenden der tesa SE ernannt. Unter Steinmeyer konnte das Unternehmen Marktanteile gewinnen, das internationale Geschäft – insbesondere in Asien und Osteuropa – umfassend erweitern und die Rentabilität deutlich verbessern. Seit seinem Ausscheiden als Vorstandsvorsitzender im Jahre 2008 gehört er als stellvertretender Aufsichtsratsvorsitzender dem Aufsichtsrat der tesa SE an.